# Rauvolfia rivularis
Rauvolfia rivularis är en oleanderväxtart som beskrevs av Elmer Drew Merrill. Rauvolfia rivularis ingår i släktet Rauvolfia och familjen oleanderväxter. Inga underarter finns listade i Catalogue of Life.